# Cheiracanthium malkini
Cheiracanthium malkini là một loài nhện trong họ Miturgidae.
Loài này thuộc chi Cheiracanthium. Cheiracanthium malkini được miêu tả năm 2007 bởi Lotz.